# Aeschynanthus dolichanthus
Aeschynanthus dolichanthus là một loài thực vật có hoa trong họ Tai voi. Loài này được W.T. Wang mô tả khoa học đầu tiên năm 1982.